# Lijst van Europarlementariërs voor de VVD
Een overzicht van alle (voormalige) Europees Parlementsleden voor de Volkspartij voor Vrijheid en Democratie (VVD).
| Europees Parlementslid       | Begindatum        | Einddatum         |
| ---------------------------- | ----------------- | ----------------- |
| Malik Azmani                 | 2 juli 2019       |                   |
| Hans van Baalen              | 14 juli 2009      | 1 juli 2019       |
| Jan Baas                     | 16 september 1963 | 17 juli 1979      |
| Jeannette Baljeu             | 16 juli 2024      |                   |
| Cees Berkhouwer              | 16 september 1963 | 23 juli 1984      |
| Anouk van Brug               | 16 juli 2024      |                   |
| Frederik Gerard van Dijk     | 22 juni 1959      | 4 september 1963  |
| Aart Geurtsen                | 17 juli 1979      | 23 juli 1984      |
| Bart Groothuis               | 1 februari 2020   |                   |
| Robert Jan Goedbloed         | 1 september 1998  | 19 juli 1999      |
| Jeanine Hennis-Plasschaert   | 20 juli 2004      | 17 juni 2010      |
| Jan Huitema                  | 1 juli 2014       | 15 juli 2024      |
| Henk Korthals                | 10 september 1952 | 19 mei 1959       |
| Jessica Larive               | 24 juli 1984      | 19 juli 1999      |
| Hendrik Jan Louwes           | 17 juli 1979      | 23 juli 1989      |
| Jules Maaten                 | 20 juli 1999      | 13 juli 2009      |
| Toine Manders                | 20 juli 1999      | 17 oktober 2013   |
| Jan Mulder                   | 19 juli 1994      | 14 juli 2009      |
| Jan Mulder                   | 22 juni 2010      | 30 juni 2014      |
| Caroline Nagtegaal-van Doorn | 14 november 2017  | 15 juli 2024      |
| Cora van Nieuwenhuizen       | 1 juli 2014       | 26 oktober 2017   |
| Hans Nord                    | 17 juli 1979      | 23 juli 1989      |
| Elly Plooij-van Gorsel       | 19 juli 1994      | 19 juli 2004      |
| Catharina Rinzema            | 18 januari 2022   | 15 juli 2024      |
| Marieke Sanders-ten Holte    | 20 juli 1999      | 19 juli 2004      |
| Jo Schouwenaar-Franssen      | 16 januari 1961   | 24 juli 1963      |
| Liesje Schreinemacher        | 2 juli 2019       | 9 januari 2022    |
| Herman Vermeer               | 12 november 2001  | 19 juli 2004      |
| Gijs de Vries                | 24 juli 1984      | 1 augustus 1998   |
| Jan-Kees Wiebenga            | 19 juli 1994      | 30 september 2001 |
| Florus Wijsenbeek            | 24 juli 1984      | 19 juli 1999      |
| Bob de Wilde                 | 14 mei 1959       | 20 december 1960  |